# Urubamba colorata
Urubamba colorata är en insektsart som beskrevs av Ronderos 1981. Urubamba colorata ingår i släktet Urubamba och familjen gräshoppor. Inga underarter finns listade i Catalogue of Life.